# Lakewood (Washington)
Lakewood è una città di 58.163 abitanti degli Stati Uniti d'America, situata nella Contea di Pierce, nello Stato di Washington.

## Infrastrutture e trasporti
La città è servita dal servizio ferroviario suburbano Sounder.